# Jagannath Chowdhary
 (mars 2017).
Pour les articles homonymes, voir Chowdhary.
Jagannath Chowdhary est un homme politique indien membre du Congrès national indien. Il est élu à la Lok Sabha comme représentant de la circonscription de Ballia (Uttar Pradesh) en 1984, battant Chandra Shekhar.

## Source
- (en) Cet article est partiellement ou en totalité issu de l’article de Wikipédia en anglais intitulé « Jagannath Chowdhary » (voir la liste des auteurs).